# Alexis Korner
Alexis Korner (19. april 1928 – 1. januar 1984) var en engelsk bluesmusiker, der i 1960'erne og 1970'erne havde en betydelig rolle i indføringen af bluesmusikken i britisk musik.
Alexis Korner var født som Alexis Andrew Nicholas Koerner i Paris, Frankrig, af en østrigsk far og en græsk mor. Han er sikkert bedst husket som formidler af kontakter mellem musikere (socialt netværk) og som blueshistoriker, men var dog også en betydende guitarist og en distinktiv vokalist. Korner nævnes ofte som "faderen til den engelske blues" og som den person, der måske mere end nogen anden etablerede grundlaget for markante blues- og rock-bluespersonligheder som Rolling Stones, Eric Clapton og John Mayall. 
Alexis Korner spillede i 1970'erne sammen med den danske bluessanger og -musiker Peter Thorup, som han hentede til England. De dannede bigbandet C.C.S. – en forkortelse for The Collective Consciousness Society – der udgav flere succesrige singler produceret af Mickie Most, deriblandt en version af Led Zeppelins "Whole Lotta Love", som gennem en årrække blev anvendt som kendingsmelodi for BBC's Top Of The Pops. Under navnet Alexis Korner and Snape - the accidential band, udgav Korner og Thorup en LP i 1972. Det var i denne periode, at Alexis Korner opnåede sine største kommercielle successer i England.